# Jamesonita
La jamesonita és un mineral de la classe dels sulfurs. Rep el seu nom del mineralogista escocès Robert Jameson (1774-1854). Va ser descoberta en 1825 a Cornualla (Regne Unit).

## Característiques
És un sulfur de metalls de plom i de ferro. Cristal·litza en el sistema monoclínic. Es pot presentar de manera acicular fibrosa a {001}, i estriada en paral·lel a {001}. També s'hi troba de manera massiva, fibrosa columnar o radial. Es pot confondre amb facilitat amb la boulangerita (Pb₅Sb₄S11), de composició química semblant però sense ferro. És isoestructural amb la benavidesita (Pb₄MnSb₆S14) amb la qual forma una sèrie de solució sòlida, en la que la substitució gradual del ferro per manganès va donant els diferents minerals de la sèrie. A més dels elements de la seva fórmula, sol portar com a impureses: coure, zinc, plata i bismut. És buscat i extret en les mines com a mena de plom i d'antimoni.

## Formació i jaciments
Apareix com a mineral primari en zona d'influència hidrotermal a les seves darreres etapes, a temperatures ja entre moderades i baixes, trobant-se en filons de plom, plata i zinc. Sol trobar-se associada a altres minerals com ara altres sulfosals del plom: pirita, esfalerita, galena, tetraedrita, estibina, quars, siderita, calcita, dolomita o rodocrosita.
Als territoris de parla catalana se n'ha trobat a la mina Fecunda, a la Vall de Ribes (Ripollès, Girona) i a la mina Eugènia, a Bellmunt del Priorat (Tarragona).

## Varietats
Es coneixen dues varietats de jamesonita:
- Jamesonita mangànica, una varietat que conté manganès, amb fórmula Pb₄(Fe, Mn)Sb₆S14, trobada a la prefectura de Hechi, Guangxi, República Popular de la Xina.[4]
- Sakharovaïta, una espècie desacreditada el 2006 al tractar-se en realitat d'una varietat de jamesonita que conté bismut. Anomenada així en honor de Marina Sergeevna Sakharova, professora de mineralogia a la Universitat Estatal de Moscou.[5]